# عالم مشترك

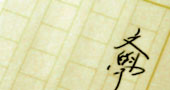

العالم المشترك (بالإنجليزية: shared world)‏ عبارة عن مجموعة من الأعمال الإبداعية حيث يقوم كاتب أو أكثر (أو فنان آخر) بالمساهمة بشكل مستقل في عمل يمكن أن ينهض وحده ولكن له مكان مناسب في عملية التطوير المشترك للقصة أو الشخصيات أو العالم في مشروع معين شامل. وهو شائع في أنواع مثل الخيال العلمي.

## أمثلة للعوالم المشتركة
- قصة رعب أمريكية [2]
- آنجل وبافي قاتلة مصاصي الدماء [3]
- دكتور هو ومغامرات سارة جين [4]